# Supercoppa italiana di Serie A3
La Supercoppa italiana di Serie A3 è una competizione pallavolistica maschile per squadre di club italiane, organizzata dalla Lega Pallavolo Serie A.

## Albo d'oro
| Edizione      | Edizione          | Podio         | Podio     | Podio            |
| Anno          | Sede della finale | Campione      | Risultato | Finalista        |
| ------------- | ----------------- | ------------- | --------- | ---------------- |
| 2022 Dettagli | Grottazzolina     | M&G           | 3 - 2     | Prata            |
| 2023 Dettagli | Fano              | Pineto        | 3 - 1     | Virtus Fano      |
| 2024 Dettagli | Palmi             | Franco Tigano | 3 - 1     | Gabbiano Mantova |
| 2025 Dettagli | Napoli            | Folgore Massa | 3 - 0     | Team Club        |

## Palmarès
| Squadra       | Titolo | Edizione |
| ------------- | ------ | -------- |
| M&G           | 1      | 2022     |
| Pineto        | 1      | 2023     |
| Franco Tigano | 1      | 2024     |
| Folgore Massa | 1      | 2025     |